# 前田有紀 (歌手)
前田 有紀（まえだ ゆき、1979年8月28日 - ）は、愛媛県生まれ高知県育ちの演歌歌手である。アップフロントエージェンシーに所属していた。ハロー!プロジェクトの元メンバー。

## 略歴

### デビューの経緯
両親が経営する居酒屋から聴こえるカラオケを子守唄代わりに育つ。地元のカラオケ大会荒らしとして、一部では有名な存在だったという。
- 1991年3月、第1回嬉嬉（シーシ）全国カラオケ大賞特別決勝大会審査員特別賞受賞。
- 1993年、コロムビア新人歌謡オーディション全国大会特別賞受賞。
- 1994年9月、第18回長崎歌謡祭決勝大会出場。
- 1994年、「五木ひろし歌謡コンクール '94 POPULAR SINGER'S CONTEST」のオーディションで五木ひろしに見出される。
- 1995年4月、上京。 明治大学付属中野高等学校定時制入学、学業とボイストレーニングに励む。
- 1998年3月、明治大学付属中野高等学校定時制卒業。

### ハロー!プロジェクト加入の経緯
テレビ番組『アイドルをさがせ!』の企画で、飯田圭織が前田のマネジメントの手伝いをすることになった。地に足が着かない様子の前田に、飯田が「有紀ちゃんはもっとドンとしなきゃ!」と言ったことから「ユキドン」の愛称が生まれた。『ハロー!モーニング。』内でのデビュー曲披露を経て、2000年夏のハロプロ公演から本格的にハロー!プロジェクトに参加した。

### ハロー!プロジェクト 卒業後
2012年6月、一般男性と結婚。それ以後は芸能活動を無期限休止。同年11月20日、第1子女児を出産。2016年8月8日、第3子男児を出産。
2025年3月28日、アップフロントワークスでリリースした楽曲を翌29日より各サブスクリプション型（定額制）音楽ストリーミングサービスで配信開始することを発表。

## ディスコグラフィ

### シングル
| #                          | 発売日                     | 曲順                       | タイトル                   | 作詞                       | 作曲                       | 編曲                        | 規格品番                   |
| テイチクエンタテインメント | テイチクエンタテインメント | テイチクエンタテインメント | テイチクエンタテインメント | テイチクエンタテインメント | テイチクエンタテインメント | テイチクエンタテインメント  | テイチクエンタテインメント |
| -------------------------- | -------------------------- | -------------------------- | -------------------------- | -------------------------- | -------------------------- | --------------------------- | -------------------------- |
| 1                          | 2000年 4月21日             | 01                         | 鳴きうさぎ                 | 坂口照幸                   | 曽根幸明                   | 竜崎孝路                    | TEDA-10465                 |
| 1                          | 2000年 4月21日             | 02                         | 本気で叱って               | 麻こよみ                   | 大谷明裕                   | 竜崎孝路                    | TEDA-10465                 |
| 2                          | 2001年 1月1日              | 01                         | 東京Youターン              | まこと                     | つんく                     | 上杉洋史                    | TEDA-10490                 |
| 2                          | 2001年 1月1日              | 02                         | 黄昏 miss you              | まこと                     | つんく                     | 上杉洋史                    | TEDA-10490                 |
| 3                          | 2002年 2月21日             | 01                         | 東京、宵町草。             | もりちよこ                 | 五木ひろし                 | 竜崎孝路                    | TEDA-10530                 |
| 3                          | 2002年 2月21日             | 02                         | 故郷の唄が聞こえる         | 仁井谷俊也                 | 浜圭介                     | 今泉敏郎                    | TEDA-10530                 |
| zetima                     |                            |                            |                            |                            |                            |                             |                            |
| 4                          | 2003年 7月16日             | 01                         | 東京きりぎりす             | さいとう大三               | 田尾将実                   | 竜崎孝路 金沢重徳           | EPCE-5227                  |
| 4                          | 2003年 7月16日             | 02                         | 帰りそびれた故郷は         | 上田紅葉                   | 田尾将実                   | 竜崎孝路                    | EPCE-5227                  |
| 5                          | 2004年 1月1日              | 01                         | さらさらの川               | 上田紅葉                   | 川口真                     | 小西貴雄                    | EPCE-5252                  |
| 5                          | 2004年 1月1日              | 02                         | それは不思議               | 上田紅葉                   | 川口真                     | 小西貴雄                    | EPCE-5252                  |
| Rice Music                 |                            |                            |                            |                            |                            |                             |                            |
| 6                          | 2004年 9月29日             | 01                         | 西新宿で逢ったひと         | 田形美喜子                 | 吉川慶                     | 馬飼野康二                  | PKCP-2002                  |
| 6                          | 2004年 9月29日             | 02                         | 月列車                     | 峰崎林二郎                 | 花岡優平                   | 馬飼野康二                  | PKCP-2002                  |
| 7                          | 2006年 7月26日             | 01                         | お前の涙を俺にくれ         | 星野哲郎                   | 榊薫人                     | 南郷達也                    | PKCP-2023                  |
| 7                          | 2006年 7月26日             | 02                         | 風海峡                     | 峰崎林二郎                 | 榊薫人                     | 南郷達也                    | PKCP-2023                  |
| 8                          | 2007年 9月26日             | 01                         | 相愛太鼓                   | 紺野あずさ                 | 弦哲也                     | 南郷達也                    | PKCP-2028                  |
| 8                          | 2007年 9月26日             | 02                         | ざんざ恋しぐれ             | 紺野あずさ                 | 弦哲也                     | 南郷達也                    | PKCP-2028                  |
| 9                          | 2009年 2月25日             | 01                         | ケンチャナ〜大丈夫〜       | もりちよこ                 | ユ・ヘジュン               | 矢野立美                    | PKCP-2043                  |
| 9                          | 2009年 2月25日             | 02                         | ソウルの雨                 | もりちよこ                 | ユ・ヘジュン               | 矢野立美                    | PKCP-2043                  |
| 10                         | 2010年 4月7日              | 01                         | ミアネヨ〜ごめんなさい〜   | もりちよこ                 | ユ・ヘジュン               | 馬飼野康二                  | PKCP-2058                  |
| 10                         | 2010年 4月7日              | 02                         | 永縁                       | もりちよこ                 | ユ・ヘジュン               | 馬飼野康二                  | PKCP-2058                  |
| 11                         | 2011年 5月25日             | 01                         | 釜山発                     | もりちよこ                 | ユ・ヘジュン               | ユ・ヘジュン キム・ジェゴン | PKCP-2071                  |
| 11                         | 2011年 5月25日             | 02                         | サランヘ〜愛してる〜       | もりちよこ                 | ユ・ヘジュン               | ユ・ヘジュン                | PKCP-2071                  |

### ベスト・アルバム
1. 前田有紀 全曲集 〜ケンチャナ〜（2009年9月9日／PKCP-2049）
2. 釜山発 〜韓国シリーズベスト〜（2011年11月23日／PKCP-2076）

## 出演

### テレビ
- アイドルをさがせ!（テレビ東京）
- ハロー!モーニング。（テレビ東京）

### ラジオ
- 前田有紀の愛の歌こころの歌（ - 2010年4月3日、山陽放送）
- 前田有紀の早起きバンザイ（ - 2010年4月3日、四国放送）
- 前田有紀のGIFT FOR YOU （2010年4月4日 - 2012年6月、岐阜放送）（2010年10月10日 - 2012年6月24日、高知放送）（2011年10月 - 2012年6月、南海放送）

### ネット配信
- 第15回ハロプロビデオチャット（2005年6月24日、ハロー!プロジェクト on フレッツ）

## 所属ユニット
- シャッフルユニット
  - SALT5 （2003年）
  - H.P.オールスターズ （2004年）